# Delias meeki
Delias meeki is een vlindersoort uit de familie van de Pieridae (witjes), onderfamilie Pierinae.
Delias meeki werd in 1904 beschreven door Rothschild.